# Vaulx-en-Velin
Vaulx-en-Velin is een gemeente in de Franse Métropole de Lyon (regio Auvergne-Rhône-Alpes). De gemeente telde 52.448 inwoners op 1 januari 2022. De plaats maakt deel uit van het arrondissement Lyon.
De gemeente staat bekend om de teelt van kardoen, een wintergroente die een specialiteit is van de streek rond Lyon.

## Geschiedenis

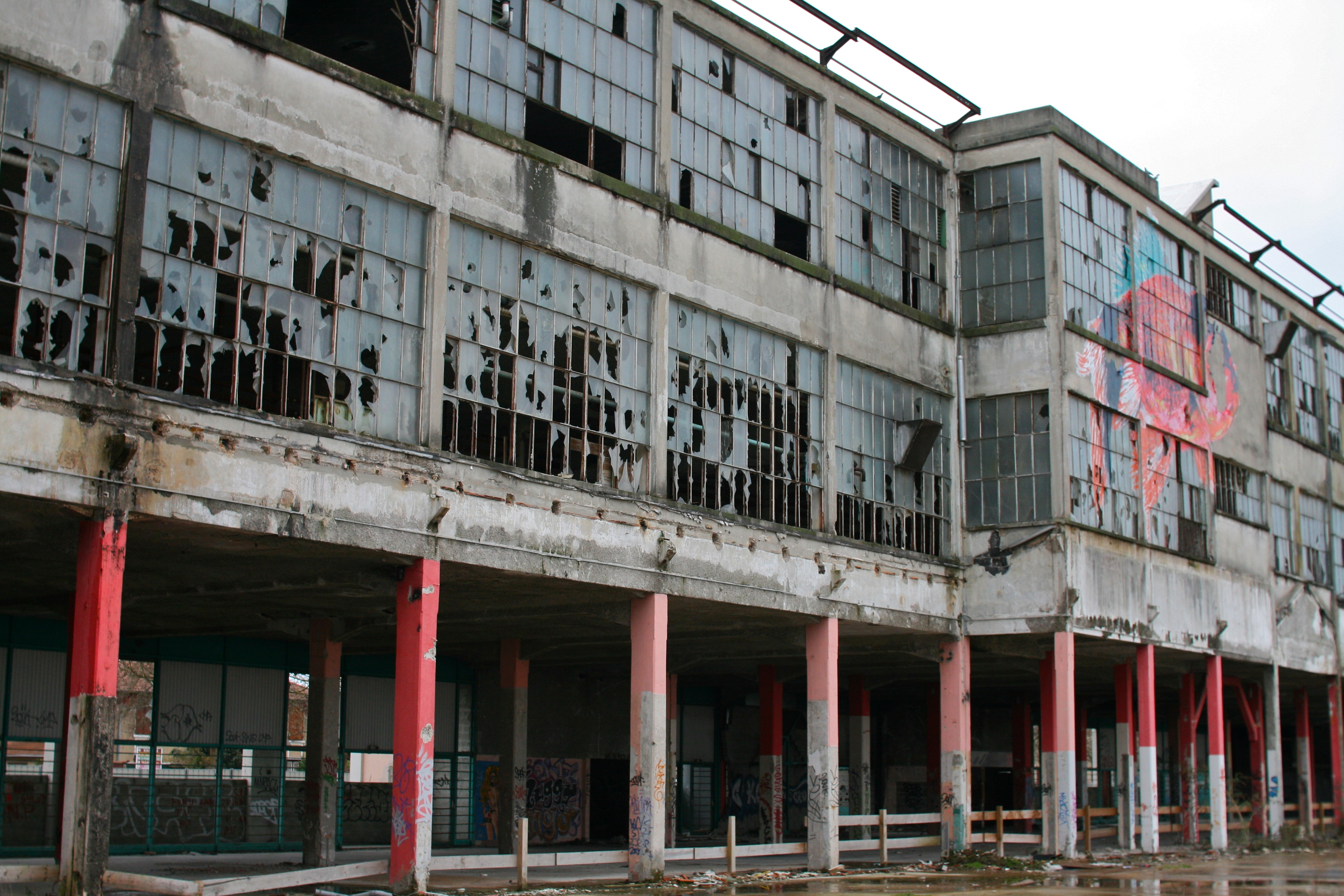
De voormalige Tase-fabriek waar vanaf 1925 kunstzijde werd geproduceerd

De plaats werd voor het eerst vermeld in 1225 maar mogelijk was er reeds in de 12e eeuw een feodaal kasteel in Vaulx-en-Velin. Dit kasteel hing af van de heren van Montluel en zij verleenden in 1272 een stadscharter aan Vaulx-en-Velin. Rond 1320 veranderde de Rhône haar loop tijdens een uitzonderlijke overstroming. Hierdoor kwam Vaulx-en-Velin op de linkeroever van de rivier te liggen. Dit was de Dauphiné en de plaats werd 1330 gekocht door Guigue, de dauphin van Viennois. Hij bevestigde de privileges van de stad. In 1349 werd de Dauphiné bij Frankrijk gevoegd en de heerlijkheid Vaulx-en-Velin hing voortaan af van het kroondomein.
In 1628 werd de plaats getroffen door de pest die zich daarna verder verspreidde naar Villeurbanne en Lyon. De plaats werd ook regelmatig getroffen door overstromingen van de Rhône, zoals in januari 1756. Daarom werd er al in de 17e eeuw begonnen met werken om de rivier te bedwingen. Aan het einde van het ancien régime waren er twee kastelen in Vaulx-en-Velin: het kasteel van Vaulx-en-Velin en het kasteel van La Barre (ook Château de Ville, afgebroken in de jaren 1980).
In 1790 kwam Vaulx-en-Velin te liggen in het departement Isère tot het in 1854 een deel werd van het departement Rhône. In 1840 werd het kasteel van Vaulx-en-Velin het nieuwe gemeentehuis. In de 19e eeuw werd een groot moerasgebied langs de Rhône drooggelegd en kwamen er dijken langs de rivier. In 1955-1956 werden de dijken nog verstrekt. Aan het einde van de eeuw werd het Canal de Jonage gegraven voor de aandrijving van een elektriciteitscentrale.
In 1900 werd de gemeente aangesloten op de tram van Lyon. In 1925 kwam er een fabriek voor kunstzijde. Hiermee begon de industrialisering en de verstedelijking van de gemeente.

## Geografie
De oppervlakte van Vaulx-en-Velin bedroeg op 1 januari 2022 20,95 vierkante kilometer; de bevolkingsdichtheid was toen 2.503,5 inwoners per km².
De Rhône stroomt door de gemeente en ook het Canal de Jonage loopt door de gemeente. Hier ligt het Grand parc de Miribel-Jonage, een park van 2.200 ha.
De autosnelweg A42 loopt door de gemeente.
De onderstaande kaart toont de ligging van Vaulx-en-Velin met de belangrijkste infrastructuur en aangrenzende gemeenten.

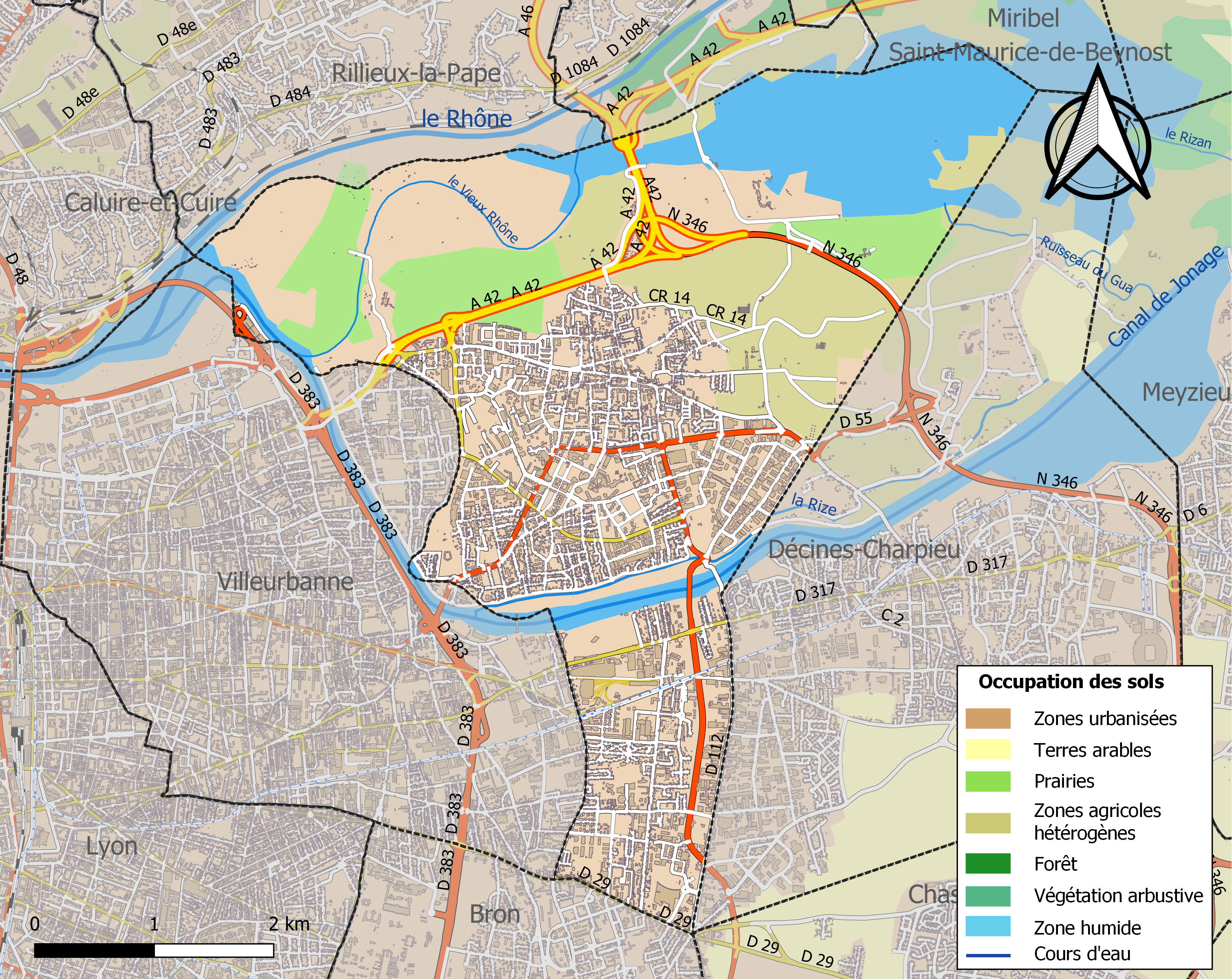

## Demografie
Onderstaande figuur toont het verloop van het inwonertal (bron: INSEE-tellingen).

## Stedenbanden
Vaulx-en-Velin heeft stedenbanden met:
- Artik (Armenië), sinds 1999
- Beit Sahour (Palestina), sinds 2008
- Böhlen (Duitsland), sinds 1974
- Montedoro (Italië), sinds 1988
- Orsja (Wit-Rusland), sinds 1975
- Sébaco (Nicaragua), sinds 1987

## Geboren
- Junior Sambia (1996), voetballer
- Florent Da Silva (2003), voetballer